# Adolf Burger (calciatore)
Adolf Burger (16 settembre 1897 – 28 agosto 1951) è stato un calciatore cecoslovacco, di ruolo difensore.

## Carriera

### Nazionale
Il 28 giugno 1922 debutta contro la Jugoslavia (4-3).